# غيل بيل
غيل بيل (بالإنجليزية: Gail Bell)‏ هي كاتِبة أسترالية، ولدت في 1950 في سيدني في أستراليا.

## وصلات خارجية
- الموقع الرسمي